# Laura Kaeppeler

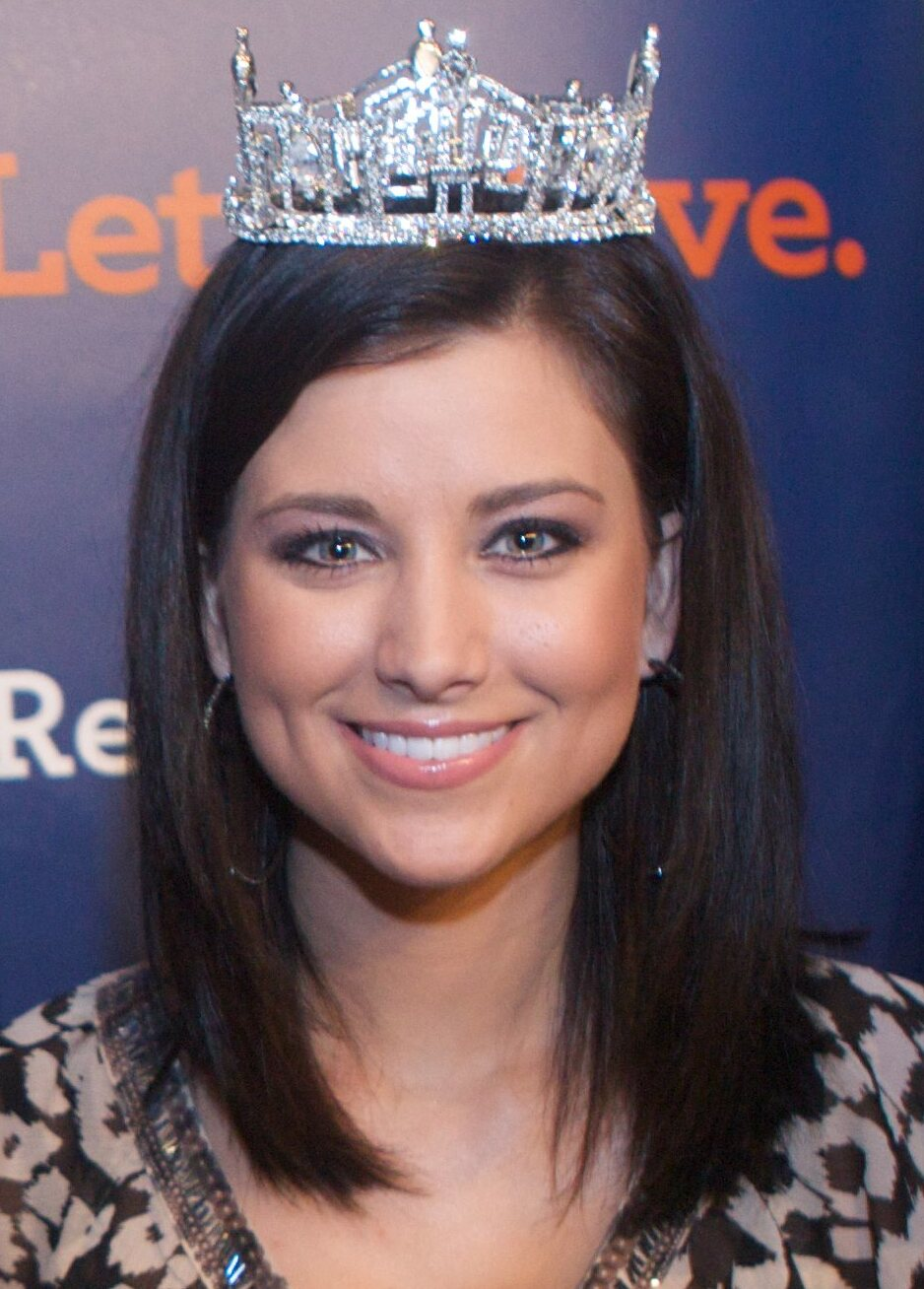
Laura Kaeppeler (2012)

Laura Kaeppeler (* 2. März 1988 in Kenosha, Wisconsin) ist eine US-amerikanische Schönheitskönigin und Gewinnerin der Miss-America-Wahl 2012.
Laura Kaeppeler wuchs in Kenosha auf und besuchte dort das Carthage College, an dem sie 2010 einen Bachelor of Arts in Musik erhielt. Zuvor ging sie auf die St. Joseph High School.
Im Jahr 2009 gewann sie die Wahl zur Miss Kenosha. Nachdem Kaeppeler zur Miss Wisconsin 2011 gewählt worden war, vertrat sie ihren Bundesstaat im Januar 2012 bei den Wahlen zur Miss America. Auch diesen Wettbewerb konnte sie für sich entscheiden. Sie ist damit die erste Miss Wisconsin seit 1973, der dies gelang.
Im April 2014 heiratete sie den Fernsehproduzenten Mike Fleiss, der auch Juror bei der Miss-America-Wahl 2012 gewesen war. Im Mai 2015 wurde der erste Sohn des Paares geboren. Im Juli 2019, Kaeppeler war zu dem Zeitpunkt schwanger, wurde die Ehe geschieden. 2020 wurde der zweite Sohn der beiden geboren.
Seit 2021 betreibt Kaeppeler zusammen mit der Fitnesstrainerin und Autorin Gina Lombardi den Podcast Health Interrupted.